# Martina Ertl-Renz
Martina Ertl-Renz, née le 12 septembre 1973 à Bad Tölz, est une ancienne skieuse alpine allemande.

## Biographie
Officier de la Police de l'Air et des Frontières (BundesGrenzschutz), Martina Ertl a un frère Andreas, lui aussi membre de l'équipe nationale allemande de ski.
Skieuse polyvalente, Martina Ertl était essentiellement une adepte des disciplines techniques. Sa combativité naturelle lui ont valu le surnom de "Kamikaze Ertl".
Martina Ertl appartient au célèbre Ski Club de Lenggries (Bavière), comme Hilde Gerg, Annemarie Gerg, Andreas Ertl et Florian Eckert.
Elle s'est mariée le 18 juin 2015 avec Sven Renz. Elle a une fille, Romy-Sophia, née en 2007.

## Palmarès

### Jeux olympiques d'hiver
| Épreuve / Édition | Albertville 1992 | Lillehammer 1994 | Nagano 1998 | Salt Lake City 2002 | Turin 2006 |
| Descente          | -                | 4e               | -           | -                   | -          |
| Super G           | -                | -                | 7e          | 11e                 | -          |
| Slalom Géant      | -                | Argent           | 4e          | Ab.                 | 15e        |
| Slalom            | 15e              | 14e              | 4e          | 5e                  | Ab.        |
| Combiné           | -                | 5e               | Argent      | Bronze              | -          |

### Championnats du monde
| Épreuve / Édition | Morioka 1993 | Sierra Nevada 1996 | Sestrières 1997 | Vail 1999 | Sankt Anton 2001 | Saint-Moritz 2003 | Bormio 2005 |
| Descente          | -            | -                  | -               | 10e       | -                | -                 | -           |
| Super G           | 12e          | 8e                 | 16e             | 5e        | -                | 11e               | Ab.         |
| Slalom Géant      | Bronze       | Bronze             | 12e             | 5e        | Ab.              | 10e               | 4e          |
| Slalom            | 17e          | Ab.                | -               | Ab.       | Ab.              | Ab.               | Ab.         |
| Combiné           | -            | 8e                 | -               | -         | Or               | 6e                | 7e          |
| Coupe des nations | -            | -                  | -               | -         | -                | -                 | Or          |

### Coupe du monde
- Meilleur résultat au classement général : 2e en 1996 et 1998
  - Vainqueur de la coupe du monde de géant en 1996 et 1998
  - 14 victoires : 2 super-G, 10 géants et 2 slaloms
  - 57 podiums

#### Saison par saison
- Coupe du monde 1992 :
  - Classement général : 65e
- Coupe du monde 1993 :
  - Classement général : 7e
- Coupe du monde 1994 :
  - Classement général : 5e
    - 1 victoire en géant : Vail
- Coupe du monde 1995 :
  - Classement général : 4e
    - 1 victoire en géant : Maribor
    - 1 victoire en slalom : Garmisch
- Coupe du monde 1996 :
  - Classement général : 2e
    - Vainqueur de la coupe du monde de géant
    - 1 victoire en super-G : Vail
    - 3 victoires en géant : Val-d'Isère, Veysonnaz et Maribor I
- Coupe du monde 1997 :
  - Classement général : 9e
- Coupe du monde 1998 :
  - Classement général : 2e
    - Vainqueur de la coupe du monde de géant
    - 1 victoire en super-G : Altenmarkt
    - 3 victoires en géant : Bormio II, Cortina d'Ampezzo et Aare
    - 1 victoire en slalom : Saalbach
- Coupe du monde 1999 :
  - Classement général : 4e
- Coupe du monde 2000 :
  - Classement général : 9e
    - 1 victoire en géant : Sölden
- Coupe du monde 2001 :
  - Classement général : 7e
- Coupe du monde 2002 :
  - Classement général : 31e
- Coupe du monde 2003 :
  - Classement général : 5e
- Coupe du monde 2004 :
  - Classement général : 7e
    - 1 victoire en géant : Sölden
- Coupe du monde 2005 :
  - Classement général : 11e
- Coupe du monde 2006 :
  - Classement général : 16e

### Arlberg-Kandahar
- Meilleur résultat : 5e place du combiné 1993 à Cortina d’Ampezzo